# Classics Live
Albums de Roger Hodgson
Take the Long Way Home: Live in Montreal - DVD
(2006)
Classics Live est un album live de Roger Hodgson (ancien guitariste-pianiste-chanteur du groupe rock britannique Supertramp) dont le premier CD est tout d'abord sorti en téléchargement le 12 octobre 2010. Il s'agit d'une compilation regroupant certains titres joués lors de sa tournée en 2009 et 2010, en duo avec son claviériste Aaron MacDonald, avec un groupe ou encore avec un orchestre de cordes.

## Liste des titres
1. Take The Long Way Home (Roger Hodgson) — 4 min 56 s – avec groupe
  - Belo Horizonte, Brésil
2. Give a Little Bit (Hodgson) — 4 min 17 s – avec groupe
  - Norvegian Wood, Norvège
3. Hide In Your Shell (Hodgson) — 6 min 54 s – avec groupe
  - Valencia, Vénézuela
4. Breakfast In America (Hodgson) — 2 min 42 s – avec groupe
  - Belo Horizonte, Brésil
5. Only Because Of You (Hodgson) / "Lord Is It Mine" (Roger Hodgson) — 5 min 55 s – acoustique
  - Paris, France / Bibberach, Allemagne
6. The Logical Song (Hodgson) — 4 min 07 s – avec groupe
  - Belo Horizonte, Brésil
7. School (Hodgson) — 5 min 42 s – avec orchestre
  - Babelsberg, Allemagne
8. Dreamer (Hodgson) — 5 min 11 s – avec groupe
  - Valencia, Vénézuela
9. Two Of Us (Hodgson) — 2 min 39 s – acoustique
  - Bremen, Allemagne
10. It's Raining Again (Hodgson) — 4 min 44 s – avec groupe
  - Belo Horizonte, Brésil

## Musiciens
- Roger Hodgson — Guitares, Piano, Claviers, Chant
- Kevin Adamson — Claviers, Chœurs
- Aaron MacDonald — Saxophones, Claviers, Melodica, Chœurs
- Ian Stewart — Basse
- Bryan Head — Batterie